# 奧克溪 (亞利桑那州)
奧克溪（英語：Oak Creek）是位於美國亞利桑那州亞瓦派縣的一個非建制地區。該地的面積和人口皆未知。

## 地理
奧克溪的座標為34°46′45″N 111°45′48″W / 34.77917°N 111.76333°W，而該地的平均海拔高度為1238米（即4062英尺）。